# Trojanska hästen

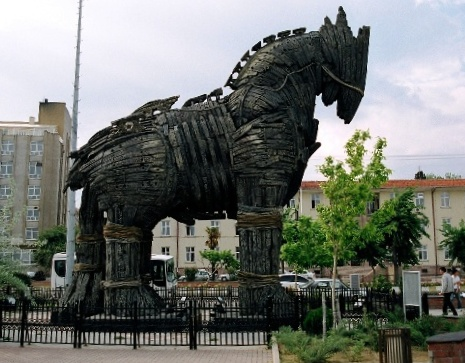
Den trojanska hästen som användes i filmen Troja, från 2004, fotograferad i staden Çanakkale i Turkiet.

Den trojanska hästen är en del av legenden om det trojanska kriget.
Enligt legenden som omskrivs i Odyssén, hade belägringen av Troja varat i tio år, när grekerna kom på en krigslist – en gigantisk, ihålig trähäst. Den fylldes med grekiska krigare under ledning av Odysseus. Resten av flottan låtsades segla bort, men gömde sig bakom ön Tenedos. En grekisk spion, Sinon, låtsades vara en kvarlämnad slav och talade om för trojanerna att hästen byggts som ett offer åt Athena och lämnats kvar i hopp om att trojanerna skulle ådra sig hennes vrede genom att bränna den. Trojanerna släpade då in hästen i staden till Athenas tempel, trots Kassandras och Laokoons varningar. För att fira grekernas avtåg ställde trojanerna till en stor fest, och medan de sov ruset av sig smög krigarna ut ur hästen och öppnade stadsportarna åt den grekiska hären, som hade återvänt under tiden. Staden blev plundrad och bränd, och de flesta män dödades och kvinnorna togs som slavar.
Baserat på denna legend har frasen trojansk häst blivit synonym för en gåva som bär på något dolt och ofördelaktigt, eller någon form av krigslist. Från Vergilius epos Aeneiden, som skildrar myten ur trojanernas synvinkel, kommer också talesättet ”Timeo Danaos et dona ferentes” (jag fruktar grekerna även när de kommer med gåvor).
Även inom datorvärlden används uttrycket trojansk häst, eller förkortat trojan, som en benämning på en typ av datorvirus som följer med ett annat, till synes ofarligt program, likt hur grekerna gömde sig i trähästen.